# Earias sauteri
Earias sauteri är en fjärilsart som beskrevs av Embrik Strand 1917. Earias sauteri ingår i släktet Earias och familjen trågspinnare. Inga underarter finns listade i Catalogue of Life.